# Selección de fútbol sub-23 de Omán
La Selección de fútbol sub-23 de Omán, conocida también como la Selección olímpica de fútbol de Omán, es el equipo que representa al país en Fútbol en los Juegos Olímpicos, los Juegos de Asia y en el Campeonato Sub-22 de la AFC; y es controlada por la Federación de Fútbol de Omán.
Omán estuvo cerca de clasificarse a sus primeros Juegos Olímpicos, en Londres 2012, solo que fueron derrotados en un repechaje intercontinental ante Senegal 0-2 en el partido disputado en la ciudad de Coventry, Inglaterra.

## Estadísticas

### Juegos Olímpicos
| Sede / Año | Resultado             | J                     | G                     | E                     | P                     | GF                    | GC                    |
| ---------- | --------------------- | --------------------- | --------------------- | --------------------- | --------------------- | --------------------- | --------------------- |
| 1896       | Véase Selección Mayor | Véase Selección Mayor | Véase Selección Mayor | Véase Selección Mayor | Véase Selección Mayor | Véase Selección Mayor | Véase Selección Mayor |
| 1900       | Véase Selección Mayor | Véase Selección Mayor | Véase Selección Mayor | Véase Selección Mayor | Véase Selección Mayor | Véase Selección Mayor | Véase Selección Mayor |
| 1904       | Véase Selección Mayor | Véase Selección Mayor | Véase Selección Mayor | Véase Selección Mayor | Véase Selección Mayor | Véase Selección Mayor | Véase Selección Mayor |
| 1908       | Véase Selección Mayor | Véase Selección Mayor | Véase Selección Mayor | Véase Selección Mayor | Véase Selección Mayor | Véase Selección Mayor | Véase Selección Mayor |
| 1912       | Véase Selección Mayor | Véase Selección Mayor | Véase Selección Mayor | Véase Selección Mayor | Véase Selección Mayor | Véase Selección Mayor | Véase Selección Mayor |
| 1920       | Véase Selección Mayor | Véase Selección Mayor | Véase Selección Mayor | Véase Selección Mayor | Véase Selección Mayor | Véase Selección Mayor | Véase Selección Mayor |
| 1924       | Véase Selección Mayor | Véase Selección Mayor | Véase Selección Mayor | Véase Selección Mayor | Véase Selección Mayor | Véase Selección Mayor | Véase Selección Mayor |
| 1928       | Véase Selección Mayor | Véase Selección Mayor | Véase Selección Mayor | Véase Selección Mayor | Véase Selección Mayor | Véase Selección Mayor | Véase Selección Mayor |
| 1932       | Véase Selección Mayor | Véase Selección Mayor | Véase Selección Mayor | Véase Selección Mayor | Véase Selección Mayor | Véase Selección Mayor | Véase Selección Mayor |
| 1936       | Véase Selección Mayor | Véase Selección Mayor | Véase Selección Mayor | Véase Selección Mayor | Véase Selección Mayor | Véase Selección Mayor | Véase Selección Mayor |
| 1948       | Véase Selección Mayor | Véase Selección Mayor | Véase Selección Mayor | Véase Selección Mayor | Véase Selección Mayor | Véase Selección Mayor | Véase Selección Mayor |
| 1952       | Véase Selección Mayor | Véase Selección Mayor | Véase Selección Mayor | Véase Selección Mayor | Véase Selección Mayor | Véase Selección Mayor | Véase Selección Mayor |
| 1956       | Véase Selección Mayor | Véase Selección Mayor | Véase Selección Mayor | Véase Selección Mayor | Véase Selección Mayor | Véase Selección Mayor | Véase Selección Mayor |
| 1960       | Véase Selección Mayor | Véase Selección Mayor | Véase Selección Mayor | Véase Selección Mayor | Véase Selección Mayor | Véase Selección Mayor | Véase Selección Mayor |
| 1964       | Véase Selección Mayor | Véase Selección Mayor | Véase Selección Mayor | Véase Selección Mayor | Véase Selección Mayor | Véase Selección Mayor | Véase Selección Mayor |
| 1968       | Véase Selección Mayor | Véase Selección Mayor | Véase Selección Mayor | Véase Selección Mayor | Véase Selección Mayor | Véase Selección Mayor | Véase Selección Mayor |
| 1972       | Véase Selección Mayor | Véase Selección Mayor | Véase Selección Mayor | Véase Selección Mayor | Véase Selección Mayor | Véase Selección Mayor | Véase Selección Mayor |
| 1976       | Véase Selección Mayor | Véase Selección Mayor | Véase Selección Mayor | Véase Selección Mayor | Véase Selección Mayor | Véase Selección Mayor | Véase Selección Mayor |
| 1980       | Véase Selección Mayor | Véase Selección Mayor | Véase Selección Mayor | Véase Selección Mayor | Véase Selección Mayor | Véase Selección Mayor | Véase Selección Mayor |
| 1984       | Véase Selección Mayor | Véase Selección Mayor | Véase Selección Mayor | Véase Selección Mayor | Véase Selección Mayor | Véase Selección Mayor | Véase Selección Mayor |
| 1988       | Véase Selección Mayor | Véase Selección Mayor | Véase Selección Mayor | Véase Selección Mayor | Véase Selección Mayor | Véase Selección Mayor | Véase Selección Mayor |
| 1992       | No clasificó          | No clasificó          | No clasificó          | No clasificó          | No clasificó          | No clasificó          | No clasificó          |
| 1996       | No clasificó          | No clasificó          | No clasificó          | No clasificó          | No clasificó          | No clasificó          | No clasificó          |
| 2000       | No clasificó          | No clasificó          | No clasificó          | No clasificó          | No clasificó          | No clasificó          | No clasificó          |
| 2004       | No clasificó          | No clasificó          | No clasificó          | No clasificó          | No clasificó          | No clasificó          | No clasificó          |
| 2008       | No clasificó          | No clasificó          | No clasificó          | No clasificó          | No clasificó          | No clasificó          | No clasificó          |
| 2012       | No clasificó          | No clasificó          | No clasificó          | No clasificó          | No clasificó          | No clasificó          | No clasificó          |
| 2016       | TBD                   | TBD                   | TBD                   | TBD                   | TBD                   | TBD                   | TBD                   |
| Total      | 0/25                  | 0                     | 0                     | 0                     | 0                     | 0                     | 0                     |

### Juegos de Asia
| Récord     | Récord           | Récord | Récord | Récord | Récord | Récord | Récord | Récord |
| Sede / Año | Resultado        | Pos.   | J      | G      | E      | P      | GF     | GC     |
| ---------- | ---------------- | ------ | ------ | ------ | ------ | ------ | ------ | ------ |
| 2002       | Fase de grupos   | 9      | 3      | 2      | 0      | 1      | 8      | 5      |
| 2006       | Fase de grupos   | 16     | 3      | 1      | 0      | 2      | 4      | 5      |
| 2010       | Cuartos de final | 8      | 5      | 3      | 1      | 1      | 9      | 2      |
| Total      | 3/3              | -      | 11     | 6      | 1      | 4      | 21     | 12     |

### Campeonato Sub-22 de la AFC
| Sede / Año | Resultado      | J | G | E | P | GF | GC |
| ---------- | -------------- | - | - | - | - | -- | -- |
| 2013       | Fase de grupos | 3 | 1 | 0 | 2 | 4  | 3  |
| Total      | 1/1            | 3 | 1 | 0 | 2 | 4  | 3  |